# Chabuata andraei
Chabuata andraei är en fjärilsart som beskrevs av Köhler 1959. Chabuata andraei ingår i släktet Chabuata och familjen nattflyn. Inga underarter finns listade i Catalogue of Life.